# 沃爾科特維爾 (印地安納州)
沃爾科特維爾（英語：Wolcottville）是一個位於美國印地安納州拉格蘭奇縣和諾布爾縣的城鎮。

## 人口
根據2010年美國人口普查的數據，沃爾科特維爾的面積為2.62平方千米，均為陸地。當地共有人口998人，而人口密度為每平方千米381人。